# Durnești
Durneşti é uma comuna romena localizada no distrito de Botoşani, na região de Moldávia. A comuna possui uma área de 75.02 km² e sua população era de 4158 habitantes segundo o censo de 2007.